# سوآز
سوآیز (به فرانسوی: Soize) یک کمون (فرانسه) در فرانسه است که در ان (ا-دو-فرانس) واقع شده‌است. سوآیز ۵٫۹۱ کیلومتر مربع مساحت دارد ۲۸۵ متر بالاتر از سطح دریا واقع شده‌است.